# Rio Tubarão
Rio Tubarão är ett vattendrag i Brasilien.   Det ligger i delstaten Santa Catarina, i den södra delen av landet, 1 400 km söder om huvudstaden Brasília.
Trakten runt Rio Tubarão består huvudsakligen av våtmarker. Runt Rio Tubarão är det ganska tätbefolkat, med 155 invånare per kvadratkilometer.